# Jésus Arenzana
Jésus Arenzana (ur. 7 czerwca 1918 w Calahorra, zm. 22 marca 2011 w Bordeaux) – francuski zapaśnik walczący w stylu klasycznym. Olimpijczyk z Londynu 1948, gdzie zajął dwunaste miejsce w kategorii do 57 kg.
Szósty na mistrzostwach Europy w 1947. Pięciokrotny mistrz Francji pomiędzy 1942 i 1949 rokiem
Zawodnik hiszpańskiego pochodzenia. Otrzymał obywatelstwo Francji, 9 listopada 1939 roku.

## Letnie Igrzyska Olimpijskie 1948
| Konkurencja          | Rundy eliminacyjne | Rundy eliminacyjne      | Klas. końcowa |
| Konkurencja          | Przeciwnik I       | Przeciwnik II           | Miejsce       |
| -------------------- | ------------------ | ----------------------- | ------------- |
| 57 kg styl klasyczny | Halil Kaya (TUR) P | Taisto Lempinen (FIN) P | 12.           |